# Christian Schmeiser

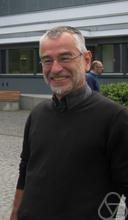
Christian Schmeiser (2009)

Christian Schmeiser  (* 16. April 1958 in Wien) ist ein österreichischer Mathematiker. Er ist Professor für Mathematik mit besonderer Berücksichtigung der nichtlinearen partiellen Differentialgleichungen an der Fakultät für Mathematik der Universität Wien und Bereichsleiter für partielle Differentialgleichungen am Johann Radon Institut für Computational and Applied Mathematics (RICAM) der Österreichischen Akademie der Wissenschaften in Linz. Er ist auch eines der Gründungsmitglieder des Wolfgang Pauli Instituts, dessen Vorstand er angehört.
Schmeiser studierte Technische Mathematik an der Technischen Universität (TU) Wien und der Universität Tokio. 1984 promovierte er an der TU Wien bei Richard Weiss zum Thema Singular Singularly Perturbed Boundary Value Problems - Singulär singulär gestörte Randwertprobleme. 1989 habilitierte er an derselben Hochschule und verbrachte danach im Rahmen eines Erwin-Schrödinger-Stipendiums des Fonds zur Förderung der wissenschaftlichen Forschung (FWF) einen einjährigen Forschungsaufenthalt am Rensselaer Polytechnic Institute in Troy, New York. Von 1990 bis 2005 war er Professor am Institut für Angewandte und Numerische Mathematik der Technischen Universität Wien. Während dieser Zeit nahm er auch verschiedene Gastprofessuren in Frankreich, so an der École normale supérieure de Cachan, der Universität Nizza Sophia-Antipolis, der Universität Paul Sabatier in Toulouse und der Universität Lille I wahr. 2001 erfolgte die Gründung des Wolfgang Pauli Instituts. Seit 2003 ist Schmeiser am RICAM tätig und seit 2005 an der Universität Wien.
Seine Spezialgebiete sind partielle Differentialgleichungen und ihre Anwendungen in Biomathematik (schwerpunktmäßig Zellmigration, Dynamik des Zytoskeletts und Chemotaxis) und mathematischer Physik (Quantenmechanik und geladene Teilchen, Kinetische Transportgleichungen) sowie Stochastische Differentialgleichungen. Im Jahr 2018 wurde ihm der FSMP Chair of Excellence verliehen.